# Комбинированный препарат

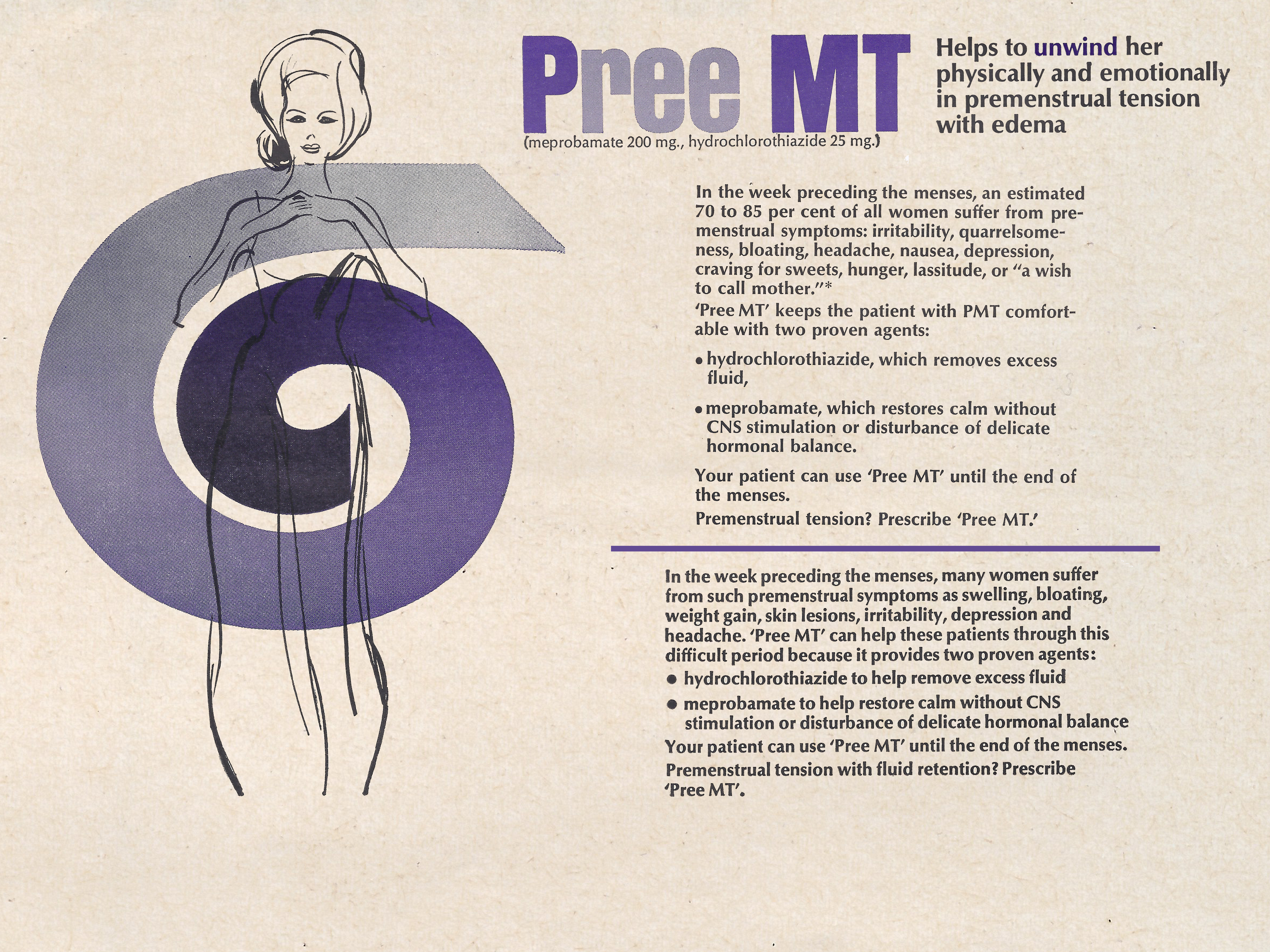
Фиксированный комбинированный препарат, продаваемый компанией «Wallace Pharmaceuticals»

Комбинированный препарат или комбинация фиксированных доз (FDC) – это лекарство, которое включает два или более активных ингредиента, объединенных в одну лекарственную форму. Такие термины, как «комбинированный препарат» или «комбинированный лекарственный препарат», могут быть обычным сокращением для продукта FDC (поскольку большинство комбинированных лекарственных препаратов в настоящее время являются FDC), хотя последний является более точным, если на самом деле относится к продукту массового производства, имеющему заранее определенную комбинация лекарств и соответствующих дозировок (в отличие от индивидуализированной полипрагмазии путем компаундирования). Его также следует отличать от термина «комбинированный продукт» в медицинском контексте, который без дополнительных уточнений может относиться к продуктам, которые объединяют различные типы медицинских продуктов, например, комбинации устройство/лекарство, в отличие от комбинаций лекарство/лекарство. Обратите внимание, что когда комбинированный лекарственный продукт (будь то фиксированная доза или нет) представляет собой «пилюлю» (то есть таблетку или капсулу), тогда он также является разновидностью «полипиллы» или комбинированной пилюли.
Первоначально комбинированные лекарственные препараты с фиксированными дозами были разработаны для лечения одного заболевания (например, с антиретровирусными FDC, используемыми против СПИДа). Однако FDC также могут быть нацелены на множественные заболевания/состояния. В случаях, когда FDC нацелены на несколько состояний, такие состояния часто могут быть связаны – чтобы увеличить количество потенциальных пациентов, которые могут использовать данный продукт FDC. Это связано с тем, что каждый продукт FDC производится серийно и, следовательно, обычно требует наличия критической массы потенциально применимых пациентов, чтобы оправдать его производство, распространение, складирование и т. д.

## Примеры
Некоторые примеры комбинированных препаратов включают:
- Аспирин/Парацетамол/Кофеин
- Бензилпенициллин/Клавулановая кислота
- Карбидопа/леводопа/энтакапон
- Глюкоза/фруктоза/фосфорная кислота
- Элексакафтор/тезакафтор/ивакафтор
- Индакатерол/мометазон Абакавир/ламивудин
- Тенофовир дизопроксил/эмтрицитабин

Сложные комбинации препаратов (четыре и более): 
- Этамбутол/изониазид/пиразинамид/рифампицин
- Гиосциамин/гексаметилентетрамин/фенилсалицилат/метиленовый синий/бензойная кислота

## Преимущества
Помимо того, что они являются просто средством облегчения общих преимуществ комбинированной терапии, конкретные преимущества комбинированных лекарственных препаратов с фиксированной дозой (FDC) включают: 
- Повышение приверженности к лечению за счет уменьшения количества таблеток для пациентов. Обратите внимание, что количество таблеток – это не только количество таблеток, которые необходимо принять, но и связанная с этим нагрузка, такая как отслеживание нескольких лекарств, понимание их различных инструкций и т. д.
- Возможность составлять комбинированные профили, например, фармакокинетики, эффектов и побочных эффектов, которые могут быть специфичными для относительных доз в данном продукте FDC, обеспечивая более простой обзор по сравнению с просмотром профилей каждого отдельного препарата индивидуально. Такие комбинированные профили могут также включать эффекты, вызванные взаимодействием между отдельными лекарственными средствами, которые могут не учитываться в индивидуальных профилях лекарств.
- Поскольку FDC проверяются регулирующими органами (такими как Управление по санитарному надзору за качеством пищевых продуктов и медикаментов (FDA))[3], активные ингредиенты, используемые в FDC, вряд ли будут проявлять неблагоприятное лекарственное взаимодействие друг с другом. Однако FDC могут взаимодействовать с другими лекарствами, которые принимает пациент, поэтому обычные медицинские и фармацевтические меры предосторожности против  лекарственного взаимодействия (DDI) или DDI остаются оправданными.
- Лекарственные препараты FDC могут быть разработаны фармацевтической компанией как способ фактически расширить права собственности и продавать лекарственный продукт[4]. Поскольку FDC могут быть защищены патентами, компания может получить исключительные права на продажу определенных FDC или их составов, даже если отдельные активные ингредиенты и многие их терапевтические применения могут быть запатентованы.

## Недостатки
- Бывают случай, когда для определенного пациента может не быть доступного FDC с соответствующими лекарствами и/или в наиболее подходящих дозах, что может привести к тому, что некоторые пациенты получат слишком много ингредиента, а другие – слишком мало, что «ограничивают возможности врачей подбирать режимы дозирования»[5]. В таких случаях альтернативной возможностью (вместо FDC) является использование полипилюлей, приготовленных по индивидуальному заказу, приготовленных фармацевтом по рецепту (Фармацевтическое приготовление – это практика приготовления индивидуальных лекарственных препаратов для отдельных пациентов, которые могут помочь при полипрагмазии);
- Если при использовании FDC возникает побочная реакция на лекарственное средство, может быть трудно определить активный ингредиент, ответственный за возникновение реакции. Эту проблему можно облегчить, начав прием лекарств индивидуально и отслеживая реакции, а затем переключившись на FDC, когда никаких проблем не наблюдается (при условии, конечно, что проблему вызывает активный ингредиент);
- Ученые, занимающиеся составлением рецептур, сталкиваются с проблемами на этапах разработки составов с несколькими лекарственными средствами, такими как проблемы совместимости между активными ингредиентами и вспомогательными веществами, влияющие на растворимость и растворение[6];
- Если пациенту противопоказан один препарат, нельзя назначать полный FDC.